# Rovaniemen Palloseura
Rovaniemen Palloseura, často označovaný zkratkou RoPS, je finský fotbalový klub z města Rovaniemi. Založen byl roku 1950. Dvakrát získal finský fotbalový pohár (v letech 1986 a 2013), v sezóně 1986/87 se probojoval do čtvrtfinále Poháru vítězů pohárů, což je největší mezinárodní úspěch klubu.

## Výsledky v evropských pohárech
| Sezóna  | Soutěž     | Kolo        |                  | Klub                   | Doma | Venku | Celkem |
| ------- | ---------- | ----------- | ---------------- | ---------------------- | ---- | ----- | ------ |
| 1987–88 | PVP        | 1. kolo     | Severní Irsko    | Glentoran FC           | 0–0  | 1–1   | 1–1    |
|         |            | 2. kolo     | Albánie          | KS Vllaznia Shkodër    | 1–0  | 0–1   | 2–0    |
|         |            | čtvrtfinále | Francie          | Olympique de Marseille | 0–1  | 3–0   | 0–4    |
| 1989–90 | Pohár UEFA | 1. kolo     | Polsko           | GKS Katowice           | 1–1  | 0–1   | 2–1    |
|         |            | 2. kolo     | Francie          | AJ Auxerre             | 0–5  | 0–3   | 0–8    |
| 1990–91 | Pohár UEFA | 1. kolo     | Východní Německo | 1. FC Magdeburg        | 0–1  | 0–0   | 0–1    |